# San Miguel 3 Picos
San Miguel 3 Picos är en ort i Mexiko.   Den ligger i kommunen Amatán och delstaten Chiapas, i den sydöstra delen av landet, 700 km öster om huvudstaden Mexico City. San Miguel 3 Picos ligger 744 meter över havet och antalet invånare är 213.
Terrängen runt San Miguel 3 Picos är bergig åt sydväst, men åt nordost är den kuperad. Runt San Miguel 3 Picos är det ganska tätbefolkat, med 80 invånare per kvadratkilometer. Närmaste större samhälle är Pueblo Nuevo Jolistahuacan, 18,5 km söder om San Miguel 3 Picos. I omgivningarna runt San Miguel 3 Picos växer i huvudsak städsegrön lövskog.